# Eidsberg
Eidsberg è un ex comune norvegese della contea di Østfold. Dal 1º gennaio 2020 è diventato parte del comune di Indre Østfold, diventato comune della neoistituita contea di Viken.